# 尼古拉斯·伯格鲁恩

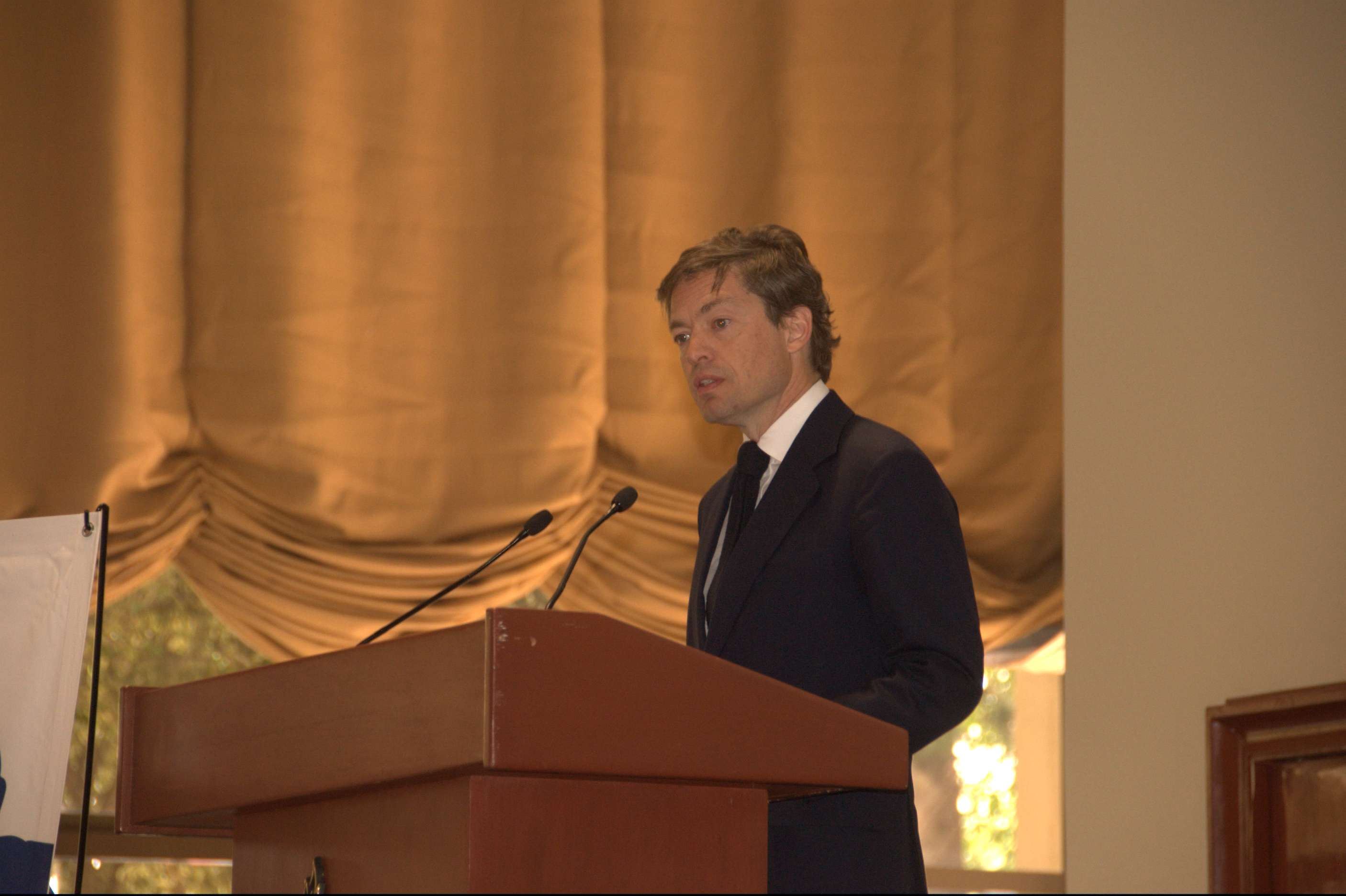
尼古拉斯·伯格魯恩在ITESM-Campus Ciudad de México 的全球治理活動上發言

尼古拉斯·伯格鲁恩（/ˈbɜːrɡruːn, bɜːrˈɡruːən/；1961年8月10日—）是一名慈善家和投资人，拥有美国和德国双重国籍。他是私有企业Berggruen Holdings的主席，也是智囊团 Nicolas Berggruen Institute的主席，该智囊团着力解决治理问题。其父于柏林创建了Museum Berggruen。媒体时常称Berggruen为“无家可归的亿万富翁”，因为他没有住宅，而是住在酒店。

## 教育和职业生涯
Berggruen生于巴黎，是艺术品收藏家 Heinz Berggruen,与女星 Bettina Moissi的儿子，他的外祖父是阿尔巴尼亚裔奥地利演员 AleksandërMoisiu。他曾在巴黎ÉcoleAlsacienne和瑞士 Le Rosey就读，后于1978年以自由考生身份在巴黎完成法国中学毕业会考。同年，也即Berggruen17岁时，他在伦敦London Merchant Securities（即今天的LMS Capital Plc）担任实习生。随后在1981年他获得了纽约大学的金融与国际商务理学学士，然后就职于巴斯兄弟投资公司（ Bass Brothers Enterprises）房地产部门。1983年-1987年，他担任了Jacobson and Co.的主要负责人。
在纽约，他通过购买房地产获得了价值约25万美元信托基金，开始了自己的财富之路。后进军投资行业（包括直接私募股权投资）。[6]1984年，他成立了Berggruen Holdings, Inc.，以Berggruen家族信托投资顾问的身份，取得了50个直接商业投资。1988年，Berggruen与Julio Mario Santo Domingo, Jr.合伙成立了Alpha 投资管理公司—对冲基金（hedge fund，据报导2004年被Safra银行收购）。目前，Berggruen通过Berggruen Holdings的海外投资已经高度多元化，包括德国Karstadt 百货连锁商店，印度的Keys酒店（Keys Hotels ）。加利福尼亚的IEC大学连锁职业学校以及各类能源、制造、销售、媒体和房地产公司。[6]福布斯杂志（Forbes magazine）估测Berggruen的净资产达到23亿美元。[1] Berggruen还是PRISA董事会成员。

## 政治利益
2010年，Berggruen成立了Berggruen Institute on Governance智囊团，希望借此建立并实施更有效的治理系统。通过该机构，他已经推出数个政府治理项目，其中包括 21世纪理事会（21st Century Council，专注于全球管理面对的挑战）、欧洲未来理事会（Council for the Future of Europe，支持欧洲一体化工作）以及加利福尼亚长远发展委员会（Think Long Committee for California ，倡导改革加利福尼亚的治理系统）。
21世纪理事会成立于2011年，致力于修复全球治理的残缺。该团体主席为Ernesto Zedillo，成员包括很多政治领导人，例如 Fernando Henrique Cardoso、Gerhard Schröder、 Gordon Brown、 George Yeo、Pascal Lamy和 Zheng Bijian。理事会成员还有许多诺贝尔奖获得者及许多的著名思想家，如 Joseph Stiglitz、Michael Spence、Lawrence Summers和 Francis Fukuyama，以及Eric Schmidt、 Jack Dorsey和 Pierre Omidyar等商业、科技领袖。
欧洲未来理事会成立于2011年。根据该团体2011年发表的一份声明，欧洲未来理事会主张欧洲更加强大、更加统一，强调欧洲经济危机只能通过政治途径解决。该团体主席为Mario Monti，成员包括许多政治领袖和思想家，例如 Tony Blair、Gerhard Schröder、Felipe González、 Doris Leuthard、 Jacques Delors和 Robert Mundell。
加利福尼亚长远发展委员会是他在加利福尼亚的项目，同样也有很多来自民主党和共和党的政治、工业和劳工领袖，例如George Schultz、 Condoleezza Rice、Willie Brown、 Gray Davis、Eric Schmidt、 Eli Broad 和 Laura Tyson。
他曾经为美国民主党提供过竞选资金支持，其中包括纽约州参议员 Charles Schumer和美国总统巴拉克·奥巴马（Barack Obama）。
Berggruen还与Nathan Gardels合作写了一本政治治理书籍: Intelligent Governance for the 21st Century: A Middle Way Between West and East。(政治组织, 2012)“金融时报”（Financial Times）称该书为“2012年最佳畅销书”。[16] 本书除了有英文版本之外，而且已经被翻译法语、西班牙语、葡萄牙语、德语和汉语，并将很快有韩语版和阿拉伯语版上市。Berggruen拥有美国和德国双重国籍。

## 研究机构
Berggruen是外交关系委员会（ Council on Foreign Relations）成员、太平洋国际政策委员会（Pacific Council on International Policy）董事会主席、ForoIberoamericano会员，是全球民族与公民委员会成员（Commission on Global Ethics and Citizenship，该委员会主席为英国首先戈登·布朗）。2013年，他被任命为哈佛大学欧洲研究中心（Harvard's Center for European Studies）高级研究员，这是该机构首位非本地居民高级研究员，同时，他还被任命为布鲁金斯学会国际顾问委员会（Brookings International Advisory Council）会员。

## 艺术
Berggruen是柏林Berggruen Museum、 Los Angeles County Museum (LACMA)、伦敦Tate Gallery , 国际理事会和纽约现代艺术博物馆（ Museum of Modern Art）董事会主席，还是拜尔勒基金会、Serpentine Gallery国际理事会和Sotheby's 国际顾问委员会会员。
通过与LACMA的密切合作，Berggruen已经为该博物馆完成许多收购，收购的艺术作品来自Ed Ruscha、 John Baldessari、 Paul McCarthy、 Mike Kelley、 Charles Ray、 Chris Burden、 Bruce Nauman、 Joseph Beuys、Gerhard Richter、 SigmarPolke、Martin Kippenberger和Thomas Schütte。 Berggruen对建筑也有兴趣，已经于Richard Meier、Shigeru Ban和大衛·阿賈耶合作开发了很多项目。

## 慈善事业
Berggruen已经通过Nicolas Berggruen慈善信托（Nicolas Berggruen Charitable Trust）[23] 献出了他的大部分资产，并且加入了比尔·盖茨和沃伦·巴菲特建立的“捐赠誓言”（The Giving Pledge ）活动（该活动鼓励全球大富豪进入进来，捐出他们的大部分财富给慈善事业。）